# Educación comparada
La educación comparada es un campo académico de estudio que examina la educación mediante el método comparativo con el fin de contribuir a su mejora. Busca descubrir, estudiar y comparar el complejo entramado que representa en cada pueblo el proceso educativo. Es una disciplina provista de un doble carácter: uno básico en el sentido de conocer los fenómenos educativos como entidades complejas que forman parte de la realidad; y uno aplicado porque a través del análisis pretende buscar soluciones a los problemas que aquejan a los sistemas educativos mundiales.
Los estudios comparados en educación tienen una larga tradición histórica que se remonta al comienzo del siglo XIX pero que hasta bien entrado el siglo XX no adquieren su estatus científico y académico. Un importante rol en el crecimiento e interés por la disciplina han jugado los organismos internacionales tanto los de cooperación como los de crédito en el ámbito educativo. Actualmente muchas de estas investigaciones son insumos de actividades comparativas realizadas desde instituciones académicas o bien desde instituciones gubernamentales y no gubernamentales. En este sentido la educación comparada emerge como una disciplina de gran utilidad en la búsqueda de soluciones a problemas que en cierta manera afectan globalmente a diversos países: la pobreza del sur y su impacto en el norte; la articulación entre desarrollo sostenible y educación; educación y multiculturalismo; educación para la paz, son ejemplos de proyectos comparativos de gran envergadura llevados adelante ante los eventuales acontecimientos de este comienzo de siglo. Muchas universidades del mundo ofrecen diversos cursos y programas de educación comparada y estudios relevantes se publican regularmente en revistas especializadas como Comparative Education, International Review of Education, Mediterranean Journal of Educational Studies,International Journal of Educational Development, Comparative Education Review y Current Issues in Comparative Education. Los estudios e investigaciones sobre educación comparada se apoya desde varios proyectos asociados a la UNESCO así como desde varios ministerios de educación de diversos países.

## Campo de actuación y objetivos
Según Harold J Noah (1985) y el Dr. Farooq Joubish (2009), la educación comparada persigue cuatro propósitos:
1. Describir los sistemas, procesos y resultados educativos
2. Ayudar al desarrollo de instituciones y prácticas educativas
3. Poner de relieve las relaciones entre educación y sociedad
4. Establecer afirmaciones generales sobre educación que sean válidas en más de un país

La educación comparada no solo se enfoca a estudios que comparan dos o más países diferentes sino que desde el principio de esta disciplina también se ha enfocado al estudio de la educación en un mismo país en diferentes momentos del tiempo. Así, algunos grandes proyectos como el programa PISA (ver Informe PISA) han obtenido importantes conclusiones mediante macroanálisis comparativos de grandes cantidades de información.

## Autores
- Don Adams
- Bob Adamson
- Robin Alexander
- Philip G. Altbach
- Kathryn Anderson-Levitt
- Robert Arnove
- David P. Baker
- Lesley Bartlett
- Aaron Benavot
- John Boli
- Mark Bray
- Nicholas Burbules
- Martin Carnoy
- Robert Cowen
- Michael Crossley
- Max Eckstein
- Erwin H. Epstein
- Joseph Farrell
- Mark Ginsburg
- Ivor Goodson
- Gottfried Hausmann
- Brian Holmes
- Torsten Husen
- Gail P. Kelly
- Gerald K. LeTendre
- Gita Steiner-Khamsi
- Henry Levin
- Mark Mason
- Noel McGinn
- John W. Meyer
- Harold J. Noah
- Lynn W. Paine
- Rolland G. Paulston
- David Phillips
- Francisco O. Ramírez
- Fernando Reimers
- Val Rust
- Osman Ozturgut
- Jürgen Schriewer
- Michele Schweisfurth
- Yasemin N. Soysal
- Ronald G. Sultana
- Margaret Sutton
- Carlos Torres
- Maria Teresa Tatto
- Erik Wiseman
- Farooq Joubish